# Mistrzostwa Świata U-20 w Piłce Nożnej Kobiet 2012
Mistrzostwa Świata U-20 w Piłce Nożnej Kobiet 2012 – szósty turniej mistrzostw świata U-20 kobiet. Po raz pierwszy wydarzenie to rozgrywane było w Japonii, a także po raz drugi w Azji. Rozpoczęło się 19 sierpnia, a zakończyło 8 września 2012 roku.
Zwycięzcą turnieju po raz trzeci w historii okazałą się drużyna Stanów Zjednoczonych, która pokonała w finale Niemki 1:0.

## Wybór gospodarza
Początkowo prawo organizacji turnieju zyskał Wietnam, lecz przez brak poparcia rządu, wycofał się. Zaproponowano, aby Nowa Zelandia zastąpiła Wietnam jako gospodarz, jednak kraj ten został wybrany do organizacji MŚ U-20 mężczyzn w 2015 roku. W związku z tym prawa organizacji turnieju przyznano Uzbekistanowi. Jednak w grudniu 2011 roku FIFA ogłosiła że turniej odbędzie się jednak w Japonii.

## Zakwalifikowane zespoły
| Konfederacja                                     | Turniej kwalifikacyjny                                                     | Reprezentacja          | Ostatni występ w MŚ U-20 | Najlepszy wynik w MŚ U-20       | Wynik        |
| ------------------------------------------------ | -------------------------------------------------------------------------- | ---------------------- | ------------------------ | ------------------------------- | ------------ |
| AFC (Azja)                                       | gospodarz                                                                  | Japonia U-20           | 2010                     | Ćwierćfinał (2002, 2008)        | III miejsce  |
| AFC (Azja)                                       | Mistrzostwa Azji U-19 w Piłce Nożnej Kobiet 2011                           | Korea Północna U-20    | 2010                     | Mistrzostwo (2006)              | Ćwierćfinał  |
| AFC (Azja)                                       | Mistrzostwa Azji U-19 w Piłce Nożnej Kobiet 2011                           | Chiny U-20             | 2008                     | II miejsce (2004, 2006)         | Faza grupowa |
| AFC (Azja)                                       | Mistrzostwa Azji U-19 w Piłce Nożnej Kobiet 2011                           | Korea Południowa U-20  | 2010                     | III miejsce (2010)              | Ćwierćfinał  |
| CAF (Afryka)                                     | Mistrzostwa Świata U-20 w Piłce Nożnej Kobiet 2012 (eliminacje strefy CAF) | Ghana U-20             | 2010                     | Faza Grupowa (2010)             | Faza grupowa |
| CAF (Afryka)                                     | Mistrzostwa Świata U-20 w Piłce Nożnej Kobiet 2012 (eliminacje strefy CAF) | Nigeria U-20           | 2010                     | II miejsce (2010)               | IV miejsce   |
| CONCACAF (Ameryka Centralna, Północna i Karaiby) | Mistrzostwa Ameryki Północnej U-20 w Piłce Nożnej Kobiet 2012              | Stany Zjednoczone U-20 | 2010                     | Mistrzostwo (2002, 2008)        | Mistrzynie   |
| CONCACAF (Ameryka Centralna, Północna i Karaiby) | Mistrzostwa Ameryki Północnej U-20 w Piłce Nożnej Kobiet 2012              | Kanada U-20            | 2008                     | II miejsce (2002)               | Faza grupowa |
| CONCACAF (Ameryka Centralna, Północna i Karaiby) | Mistrzostwa Ameryki Północnej U-20 w Piłce Nożnej Kobiet 2012              | Meksyk U-20            | 2010                     | Ćwierćfinał (2010)              | Ćwierćfinał  |
| CONMEBOL (America Południowa)                    | Mistrzostwa Ameryki Południowej U-20 w Piłce Nożnej Kobiet 2012            | Brazylia U-20          | 2010                     | III miejsce (2006)              | Faza grupowa |
| CONMEBOL (America Południowa)                    | Mistrzostwa Ameryki Południowej U-20 w Piłce Nożnej Kobiet 2012            | Argentyna U-20         | 2008                     | Faza grupowa (20062008)         | Faza grupowa |
| OFC (Oceania)                                    | Mistrzostwa Oceanii U-20 w Piłce Nożnej Kobiet 2012                        | Nowa Zelandia U-20     | 2010                     | Faza grupowa (2006, 2008, 2010) | Faza grupowa |
| UEFA (Europa)                                    | Mistrzostwa Europy U-19 w Piłce Nożnej Kobiet 2011                         | Niemcy U-20            | 2010                     | Mistrzostwo (2004, 2010)        | II miejsce   |
| UEFA (Europa)                                    | Mistrzostwa Europy U-19 w Piłce Nożnej Kobiet 2011                         | Norwegia U-20          | 2008                     | Faza grupowa (2008)             | Ćwierćfinał  |
| UEFA (Europa)                                    | Mistrzostwa Europy U-19 w Piłce Nożnej Kobiet 2011                         | Szwajcaria U-20        | 2010                     | Faza grupowa (2006, 2010)       | Faza grupowa |
| UEFA (Europa)                                    | Mistrzostwa Europy U-19 w Piłce Nożnej Kobiet 2011                         | Włochy U-20            | 2004                     | Faza grupowa (2004)             | Faza grupowa |

## Losowanie
Drużyny zostały podzielone na 4 koszyki. Losowanie odbyło się 4 czerwca 2012.
| Koszyk 1               | Koszyk 2              | Koszyk 3        | Koszyk 4           |
| ---------------------- | --------------------- | --------------- | ------------------ |
| Japonia U-20 (H)       | Chiny U-20            | Niemcy U-20     | Ghana U-20         |
| Korea Północna U-20    | Korea Południowa U-20 | Włochy U-20     | Nigeria U-20       |
| Brazylia U-20          | Kanada U-20           | Norwegia U-20   | Argentyna U-20     |
| Stany Zjednoczone U-20 | Meksyk U-20           | Szwajcaria U-20 | Nowa Zelandia U-20 |

## Stadiony
| RifuSaitamaTokioHiroszimaKobe | Rifu                              | Saitama                 |
| ----------------------------- | --------------------------------- | ----------------------- |
| RifuSaitamaTokioHiroszimaKobe | Q&A Stadium Miyagi                | Urawa Komaba Stadium    |
| RifuSaitamaTokioHiroszimaKobe | Pojemność: 49 133                 | Pojemność: 21 500       |
| RifuSaitamaTokioHiroszimaKobe |                                   |                         |
| RifuSaitamaTokioHiroszimaKobe | Tokio                             | Hiroszima               |
| RifuSaitamaTokioHiroszimaKobe | Stadion Olimpijski                | Edion Stadium Hiroshima |
| RifuSaitamaTokioHiroszimaKobe | Pojemność: 48 000                 | Pojemność: 50 000       |
| RifuSaitamaTokioHiroszimaKobe |                                   |                         |
| RifuSaitamaTokioHiroszimaKobe | Kobe                              |                         |
| RifuSaitamaTokioHiroszimaKobe | Kobe Universiade Memorial Stadium |                         |
| RifuSaitamaTokioHiroszimaKobe | Pojemność: 45 000                 |                         |
| RifuSaitamaTokioHiroszimaKobe |                                   |                         |

## Sędziowie
| Afryka - Fadouma Dia Azja - Nami Sato - Fusako Kajiyama - Qin Liang - Abirami Apbai Naidu Ameryka Północna, Środkowa i Karaiby - Dianne Ferreira-James - Lucila Venegas - Margaret Domka | Europa - Teodora Albon - Christine Baitinger - Pernilla Larsson - Silvia Spinelli - Esther Staubli Ameryka Południowa - Ana Marques |

## Faza grupowa
Legenda
|  | Bezpośredni awans do fazy pucharowej. |
|  | Odpadnięcie z turnieju.               |

Gdy dwie lub więcej drużyn zakończy fazę grupową z taką samą liczbą punktów, o kolejności w tabeli decyduje:
1. bilans bramkowy
2. liczba goli zdobytych w fazie grupowej;
3. punkty zdobyte w meczach pomiędzy danymi drużynami;
4. różnica bramek w meczach pomiędzy danymi drużynami;
5. zdobyte bramki w meczach pomiędzy danymi drużynami;
6. klasyfikacja fair play;
7. losowanie.

### Grupa A
| Lp. | Drużyna            | M | Mecze | Mecze | Mecze | Bramki | Bramki | Bramki | Pkt |
| Lp. | Drużyna            | M | W     | R     | P     | +      | −      | +/−    | Pkt |
| --- | ------------------ | - | ----- | ----- | ----- | ------ | ------ | ------ | --- |
| 1.  | Japonia U-20       | 3 | 2     | 1     | 0     | 10     | 3      | +7     | 7   |
| 2.  | Meksyk U-20        | 3 | 2     | 0     | 1     | 7      | 4      | +3     | 6   |
| 3.  | Nowa Zelandia U-20 | 3 | 1     | 1     | 1     | 4      | 7      | −3     | 4   |
| 4.  | Szwajcaria U-20    | 3 | 0     | 0     | 3     | 1      | 8      | −7     | 0   |

| 19 sierpnia 2012 09:20 CEST | Nowa Zelandia U-20 · Millynn 39' · White 51' | 2:1(1:0)Raport | Szwajcaria U-20 · 90' Aigbogun | Q&A Stadium Miyagi, Rifu Widzów: 9 542 Sędzia: Abirami Apbai Naidu |
|                             |                                              |                |                                |                                                                    |

| 19 sierpnia 2012 12:20 CEST | Japonia U-20 · Shibata 31' · Naomoto 55' · Yokoyama 76' · Tanaka 88' (k) | 4:1(1:0)Raport | Meksyk U-20 · 90' Huerta | Q&A Stadium Miyagi, Rifu Widzów: 9 542 Sędzia: Christine Baitinger |
|                             |                                                                          |                |                          |                                                                    |

| 22 sierpnia 2012 09:20 CEST | Meksyk U-20 · Huerta 45' · Jiménez 90' | 2:0(0:0)Raport | Szwajcaria U-20 | Q&A Stadium Miyagi, Rifu Widzów: 9 061 Sędzia: Ana Marques |
|                             |                                        |                |                 |                                                            |

| 22 sierpnia 2012 12:20 CEST | Japonia U-20 · Tanaka 37' · Michigami 71' | 2:2(1:2)Raport | Nowa Zelandia U-20 · 11' (sam.) Nakada · 15' White | Q&A Stadium Miyagi, Rifu Widzów: 9 061 Sędzia: Silvia Spinelli |
|                             |                                           |                |                                                    |                                                                |

| 26 sierpnia 2012 12:20 CEST | Meksyk U-20 · Huerta 47' · Gómez Junco 74' · Franco 85' · Jiménez 87' | 4:0(0:0)Raport | Nowa Zelandia U-20 | Kobe Universiade Memorial Stadium, Kobe Widzów: 4 659 Sędzia: Teodora Albon |
|                             |                                                                       |                |                    |                                                                             |

| 26 sierpnia 2012 12:20 CEST | Szwajcaria U-20 | 0:4(0:1)Raport | Japonia U-20 · 30', 47' Tanaka · 52' Nishikawa · 84' (k) Naomoto | Stadion Olimpijski, Tokio Widzów: 16 914 Sędzia: Margaret Domka |
|                             |                 |                |                                                                  |                                                                 |

### Grupa B
| Lp. | Drużyna               | M | Mecze | Mecze | Mecze | Bramki | Bramki | Bramki | Pkt |
| Lp. | Drużyna               | M | W     | R     | P     | +      | −      | +/−    | Pkt |
| --- | --------------------- | - | ----- | ----- | ----- | ------ | ------ | ------ | --- |
| 1.  | Nigeria U-20          | 3 | 2     | 1     | 0     | 7      | 1      | +6     | 7   |
| 2.  | Korea Południowa U-20 | 3 | 2     | 0     | 1     | 4      | 2      | +2     | 6   |
| 3.  | Brazylia U-20         | 3 | 0     | 2     | 1     | 2      | 4      | −2     | 2   |
| 4.  | Włochy U-20           | 3 | 0     | 1     | 2     | 1      | 7      | −6     | 1   |

| 19 sierpnia 2012 08:00 CEST | Brazylia U-20 · Amanda 90+1' | 1:1(0:1)Raport | Włochy U-20 · 37' Linari | Urawa Komaba Stadium, Saitama Widzów: 2 511 Sędzia: Margaret Domka |
|                             |                              |                |                          |                                                                    |

| 19 sierpnia 2012 11:00 CEST | Nigeria U-20 · Okobi 14' · Oparanozie 66' | 2:0(1:0)Raport | Korea Południowa U-20 | Urawa Komaba Stadium, Saitama Widzów: 2 511 Sędzia: Dianne Ferreira-James |
|                             |                                           |                |                       |                                                                           |

| 22 sierpnia 2012 08:00 CEST | Brazylia U-20 · Giovanna 86' | 1:1(0:1)Raport | Nigeria U-20 · 43' Ordega | Urawa Komaba Stadium, Saitama Widzów: 6 630 Sędzia: Esther Staubli |
|                             |                              |                |                           |                                                                    |

| 22 sierpnia 2012 11:00 CEST | Włochy U-20 | 0:2(0:0)Raport | Korea Południowa U-20 · 53' Lee Geum-min · 55' Jeon Eun-ha | Urawa Komaba Stadium, Saitama Widzów: 2 539 Sędzia: Lucila Venegas |
|                             |             |                |                                                            |                                                                    |

| 26 sierpnia 2012 09:20 CEST | Włochy U-20 | 0:4(0:2)Raport | Nigeria U-20 · 22', 40', 47' Ordega · 86' Igbinovia | Kobe Universiade Memorial Stadium, Kobe Widzów: 4 659 Sędzia: Qin Liang |
|                             |             |                |                                                     |                                                                         |

| 26 sierpnia 2012 09:20 CEST | Korea Południowa U-20 · Jeon Eun-ha 74', 82' | 2:0(0:0)Raport | Brazylia U-20 | Narodowy Stadion Olimpijski, Tokio Widzów: 16 914 Sędzia: Christine Baitinge |
|                             |                                              |                |               |                                                                              |

### Grupa C
| Lp. | Drużyna             | M | Mecze | Mecze | Mecze | Bramki | Bramki | Bramki | Pkt |
| Lp. | Drużyna             | M | W     | R     | P     | +      | −      | +/−    | Pkt |
| --- | ------------------- | - | ----- | ----- | ----- | ------ | ------ | ------ | --- |
| 1.  | Korea Północna U-20 | 3 | 3     | 0     | 0     | 15     | 3      | +12    | 9   |
| 2.  | Norwegia U-20       | 3 | 2     | 0     | 1     | 8      | 6      | +2     | 6   |
| 3.  | Kanada U-20         | 3 | 1     | 0     | 2     | 8      | 4      | +4     | 3   |
| 4.  | Argentyna U-20      | 3 | 0     | 0     | 3     | 1      | 19     | −18    | 0   |

| 20 sierpnia 2012 09:00 CEST | Korea Północna U-20 · Yun Hyon-hi 15', 40' (k) · Kim Un-hwa 72' · Kim Su-gyong 77' | 4:2(2:1)Raport | Norwegia U-20 · 23' Graham Hansen · 54' Hegerberg | Kobe Universiade Memorial Stadium, Kobe Widzów: 3 468 Sędzia: Lucila Venegas |
|                             |                                                                                    |                |                                                   |                                                                              |

| 20 sierpnia 2012 12:00 CEST | Argentyna U-20 | 0:6(0:5)Raport | Kanada U-20 · 7' (k) Zadorsky · 20' Sawicki · 22', 42', 45+1' Leon · 86' Charron-Delage | Kobe Universiade Memorial Stadium, Kobe Widzów: 3 468 Sędzia: Esther Staubli |
|                             |                |                |                                                                                         |                                                                              |

| 23 sierpnia 2012 09:00 CEST | Korea Północna U-20 · Yun Hyon-hi 16' · Kim Un-hwa 26', 30', 41', 45+2', 56' · Kim Su-gyong 38', 44', 55' | 9:0(7:0)Raport | Argentyna U-20 | Kobe Universiade Memorial Stadium, Kobe Widzów: 3 144 Sędzia: Fadouma Dia |
|                             | |                |                |                                                                           |

| 23 sierpnia 2012 12:00 CEST | Norwegia U-20 · Ad. Hegerberg 52' · An. Hegerberg 79' | 2:1(0:1)Raport | Kanada U-20 · 44' Richardson | Kobe Universiade Memorial Stadium, Kobe Widzów: 3 144 Sędzia: Qin Liang |
|                             |                                                       |                |                              |                                                                         |

| 27 sierpnia 2012 12:00 CEST | Norwegia U-20 · Haavi 24' · Graham Hansen 69' · An. Hegerberg 84' · Skaug 90+3' | 4:1(1:0)Raport | Argentyna U-20 · 81' Oviedo | Q&A Stadium Miyagi, Rifu Widzów: 1 712 Sędzia: Nami Sato |
|                             |                                                                                 |                |                             |                                                          |

| 27 sierpnia 2012 19:00 CEST | Kanada U-20 · Exeter 12' | 1:2(1:1)Raport | Korea Północna U-20 · 33' Kim Un-hwa · 78' (k) Yun Hyon-hi | Urawa Komaba Stadium, Saitama Widzów: 4 182 Sędzia: Pernilla Larsson |
|                             |                          |                |                                                            |                                                                      |

### Grupa D
| Lp. | Drużyna                | M | Mecze | Mecze | Mecze | Bramki | Bramki | Bramki | Pkt |
| Lp. | Drużyna                | M | W     | R     | P     | +      | −      | +/−    | Pkt |
| --- | ---------------------- | - | ----- | ----- | ----- | ------ | ------ | ------ | --- |
| 1.  | Niemcy U-20            | 3 | 3     | 0     | 0     | 8      | 0      | +8     | 9   |
| 2.  | Stany Zjednoczone U-20 | 3 | 1     | 1     | 1     | 5      | 4      | +1     | 4   |
| 3.  | Chiny U-20             | 3 | 1     | 1     | 1     | 2      | 5      | −3     | 4   |
| 4.  | Ghana U-20             | 3 | 0     | 0     | 3     | 0      | 6      | −6     | 0   |

| 20 sierpnia 2012 09:00 CEST | Ghana U-20 | 0:4(0:1)Raport | Stany Zjednoczone U-20 · 34' (sam.) Addai · 50', 74', 90+2' Hayes | Edion Stadium Hiroshima, Hiroszima Widzów: 2 582 Sędzia: Teodora Albon |
|                             |            |                |                                                                   |                                                                        |

| 20 sierpnia 2012 12:00 CEST | Niemcy U-20 · Lotzen 3' · Hegenauer 45' · Lin 74' (sam.) · Wensing 90+1' | 4:0(2:0)Raport | Chiny U-20 | Edion Stadium Hiroshima, Hiroszima Widzów: 2 582 Sędzia: Ana Marques |
|                             |                                                                          |                |            |                                                                      |

| 23 sierpnia 2012 09:00 CEST | Ghana U-20 | 0:1(0:0)Raport | Niemcy U-20 · 90' Magull | Edion Stadium Hiroshima, Hiroszima Widzów: 3 559 Sędzia: Nami Sato |
|                             |            |                |                          |                                                                    |

| 23 sierpnia 2012 12:00 CEST | Stany Zjednoczone U-20 · Hayes 36' | 1:1(1:1)Raport | Chiny U-20 · 19' Shen | Edion Stadium Hiroshima, Hiroszima Widzów: 3 559 Sędzia: Pernilla Larsson |
|                             |                                    |                |                       |                                                                           |

| 27 sierpnia 2012 09:00 CEST | Stany Zjednoczone U-20 | 0:3(0:1)Raport | Niemcy U-20 · 35', 53' Lotzen · 55' Leupolz | Q&A Stadium Miyagi, Rifu Widzów: 1 712 Sędzia: Abirami Apbai |
|                             |                        |                |                                             |                                                              |

| 27 sierpnia 2012 09:00 CEST | Chiny U-20 · Zhao 35' | 1:0(1:0)Raport | Ghana U-20 | Urawa Komaba Stadium, Saitama Widzów: 4 182 Sędzia: Dianne Ferreira-James |
|                             |                       |                |            |                                                                           |

## Faza pucharowa
W fazie pucharowej uczestniczyło 8 zespołów, które awansowały z fazy grupowej. Ta część rywalizacji składała się z trzech rund, w każdej rundzie odpadała połowa drużyn. Po wyłonieniu czterech najlepszych drużyn turnieju, rozegrane zostały półfinały. Przegrani tych spotkań rozegrali mecz o brązowy medal, zaś zwycięzcy o tytuł mistrzowski. W każdym ze spotkań fazy pucharowej mecz zakończony w regulaminowym czasie remisem musiał być rozstrzygnięty poprzez trzydziestominutową dogrywkę. Jeżeli wynik nadal pozostawał nierozstrzygnięty, następowała seria rzutów karnych.
|  |                          |                          |                        |                        |   |                        |                        |                   |                   |                   |                   |       |       |
|  | Ćwierćfinały             | Ćwierćfinały             | Ćwierćfinały           |                        |   | Półfinały              | Półfinały              | Półfinały         |                   |                   | Finał             | Finał | Finał |
|  | Ćwierćfinały             | Ćwierćfinały             | Ćwierćfinały           |                        |   | Półfinały              | Półfinały              | Półfinały         |                   |                   | Finał             | Finał | Finał |
|  | 30 sierpnia, Tokio       |                          |                        |                        |   |                        |                        |                   |                   |                   |                   |       |       |
|  |                          |                          |                        |                        |   |                        |                        |                   |                   |                   |                   |       |       |
|  | Nigeria U-20 *           | Nigeria U-20 *           | 1                      |                        |   |                        |                        |                   |                   |                   |                   |       |       |
|  | Nigeria U-20 *           | Nigeria U-20 *           | 1                      | 4 września, Tokio      |   |                        |                        |                   |                   |                   |                   |       |       |
|  | Meksyk U-20              | Meksyk U-20              | 0                      |                        |   |                        |                        |                   |                   |                   |                   |       |       |
|  | Meksyk U-20              | Meksyk U-20              | 0                      |                        |   | Nigeria U-20           | Nigeria U-20           | 0                 |                   |                   |                   |       |       |
|  | 31 sierpnia, Saitama     |                          |                        |                        |   | Nigeria U-20           | Nigeria U-20           | 0                 |                   |                   |                   |       |       |
|  |                          |                          | Stany Zjednoczone U-20 | Stany Zjednoczone U-20 | 2 |                        |                        |                   |                   |                   |                   |       |       |
|  | Korea Północna U-20      | Korea Północna U-20      | Stany Zjednoczone U-20 | Stany Zjednoczone U-20 | 2 | 1                      |                        |                   |                   |                   |                   |       |       |
|  | Korea Północna U-20      | Korea Północna U-20      |                        |                        |   | 1                      | 8 września, Tokio      |                   |                   |                   |                   |       |       |
|  | Stany Zjednoczone U-20 * | Stany Zjednoczone U-20 * | 2                      |                        |   |                        |                        |                   |                   |                   |                   |       |       |
|  | Stany Zjednoczone U-20 * | Stany Zjednoczone U-20 * | 2                      |                        |   | Stany Zjednoczone U-20 | Stany Zjednoczone U-20 | 1                 |                   |                   |                   |       |       |
|  | 30 sierpnia, Tokio       |                          |                        |                        |   | Stany Zjednoczone U-20 | Stany Zjednoczone U-20 | 1                 |                   |                   |                   |       |       |
|  |                          |                          | Niemcy U-20            | Niemcy U-20            | 0 |                        |                        |                   |                   |                   |                   |       |       |
|  | Japonia U-20             | Japonia U-20             | Niemcy U-20            | Niemcy U-20            | 0 | 3                      |                        |                   |                   |                   |                   |       |       |
|  | Japonia U-20             | Japonia U-20             | 4 września, Tokio      |                        |   | 3                      |                        |                   |                   |                   |                   |       |       |
|  | Korea Południowa U-20    | Korea Południowa U-20    | 1                      |                        |   |                        |                        |                   |                   |                   |                   |       |       |
|  | Korea Południowa U-20    | Korea Południowa U-20    | 1                      |                        |   | Japonia U-20           | Japonia U-20           | 0                 | Mecz o 3. miejsce | Mecz o 3. miejsce | Mecz o 3. miejsce |       |       |
|  | 31 sierpnia, Saitama     |                          |                        |                        |   | Japonia U-20           | Japonia U-20           | 0                 | Mecz o 3. miejsce | Mecz o 3. miejsce | Mecz o 3. miejsce |       |       |
|  |                          |                          | Niemcy U-20            | Niemcy U-20            | 3 |                        |                        | 8 września, Tokio | 8 września, Tokio | 8 września, Tokio |                   |       |       |
|  | Niemcy U-20              | Niemcy U-20              | Niemcy U-20            | Niemcy U-20            | 3 | 4                      |                        | 8 września, Tokio | 8 września, Tokio | 8 września, Tokio |                   |       |       |
|  | Niemcy U-20              | Niemcy U-20              |                        |                        |   |                        |                        | Nigeria U-20      | Nigeria U-20      | 1                 |                   |       |       |
|  | Norwegia U-20            | Norwegia U-20            | 0                      |                        |   |                        |                        |                   | Nigeria U-20      | 1                 |                   |       |       |
|  | Norwegia U-20            | Norwegia U-20            | 0                      |                        |   |                        |                        | Japonia U-20      | Japonia U-20      | 2                 |                   |       |       |
|  |                          |                          |                        |                        |   |                        |                        |                   | Japonia U-20      | 2                 |                   |       |       |

UWAGA: W nawiasach podane są wyniki po rzutach karnych.
*- Zwycięstwo po dogrywce

### Ćwierćfinały
| 30 sierpnia 2012 09:00 CEST | Nigeria U-20 · Oparanozie 109' | 1:0 dogr.(0:0, 0:0, 1:0)Raport | Meksyk U-20 | Stadion Olimpijski, Tokio Widzów: 24 097 Sędzia: Abirami Apbai |
|                             |                                |                                |             |                                                                |

| 30 sierpnia 2012 12:30 CEST | Japonia U-20 · Shibat 43', 19' · Tanaka 37' | 3:1(3:1)Raport | Korea Południowa U-20 · 15' Jeoun Eun-ha | Stadion Olimpijski, Tokio Widzów: 24 097 Sędzia: Teodora Albon |
|                             |                                             |                |                                          |                                                                |

| 31 sierpnia 2012 09:00 CEST | Niemcy U-20 · Lotzen 5', 20' · Leupolz 7' · Wensing 85' | 4:0(3:0)Raport | Norwegia U-20 | Urawa Komaba Stadium, Saitama Widzów: 6 284 Sędzia: Margaret Domka |
|                             |                                                         |                |               |                                                                    |

| 31 sierpnia 2012 12:30 CEST | Korea Północna U-20 · Kim Su-gyong 75' | 1:2 dogr.(0:0, 1:1, 1:2)Raport | Stany Zjednoczone U-20 · 52' Di Bernardo · 98' Ubogagu | Urawa Komaba Stadium, Saitama Widzów: 6 284 Sędzia: Silvia Spinelli |
|                             |                                        |                                |                                                        |                                                                     |

### Półfinały
| 4 września 2012 09:00 CSET | Nigeria U-20 | 0:2(0:1)Raport | Stany Zjednoczone U-20 · 21' Brian · 69' Ohai | Stadion Olimpijski, Tokio Widzów: 28 306 Sędzia: Esther Staubli |
|                            |              |                |                                               |                                                                 |

| 4 września 2012 12:30 CEST | Japonia U-20 | 0:3(0:3)Raport | Niemcy U-20 · 1' Leupolz · 13' Marozsan · 19' Lotzen | Stadion Olimpijski, Tokio Widzów: 28 306 Sędzia: Lucila Venegas |
|                            |              |                |                                                      |                                                                 |

### Mecz o 3 miejsce
| 8 września 2012 08:30 CEST | Nigeria U-20 · Oparanozie 73' | 1:2(0:1)Raport | Japonia U-20 · 24' Tanaka · 50' Nishikawa | Stadion Olimpijski, Tokio Widzów: 31 114 Sędzia: Margaret Domka |
|                            |                               |                |                                           |                                                                 |

### Finał
| 8 września 2012 12:20 CEST | Stany Zjednoczone U-20 · Ohai 44' | 1:0(1:0)Raport | Niemcy U-20 | Stadion Olimpijski, Tokio Widzów: 31 114 Sędzia: Pernilla Larsson |
|                            |                                   |                |             |                                                                   |

## Strzelczynie

### 7 goli
- Kim Un-Hwa

### 6 goli
- Lena Lotzen
- Yoko Tanaka

### 5 goli
- Kim Su-Gyong

### 4 gole
- Francisca Ordega
- Yun Hyon-Hi
- Jeoun Eun-ha
- Maya Hayes

### 3 gole
- Adriana Leon
- Melanie Leupolz
- Hanae Shibata
- Sofía Huerta
- Desire Oparanozie

### 2 gole
- Luisa Wensing
- Hikaru Naomoto
- Asuka Nishikawa
- Olivia Jiménez
- Rosie White
- Caroline Hansen
- Ada Hegerberg
- Andrine Hegerberg
- Kealia Ohai

### 1 gol
- Yael Oviedo
- Amanda
- Giovanna Oliveira
- Catherine Charron-Delage
- Christine Exeter
- Jenna Richardson
- Jaclyn Sawicki
- Shelina Zadorsky
- Shen Lili
- Zhao Xindi
- Anja Hegenauer
- Lina Magull
- Dzsenifer Marozsan
- Elena Linari
- Ayaka Michigami
- Kumi Yokoyama
- Lee Geum-min
- Natalia Gómez-Junco
- Yamile Franco
- Evie Myllin
- Ngozi Okobe
- Emilie Haavi
- Ina Skaug
- Eseosa Aigbogun
- Morgan Brian
- Vanessa DiBernardo
- Chi Ubogagu

### Gole samobójcze
- Lin Yuping (dla Niemiec)
- Linda Addai (dla Stanów Zjednoczonych)
- Ayu Nakada (dla Nowej Zelandii)